# Braunkohlebergbau

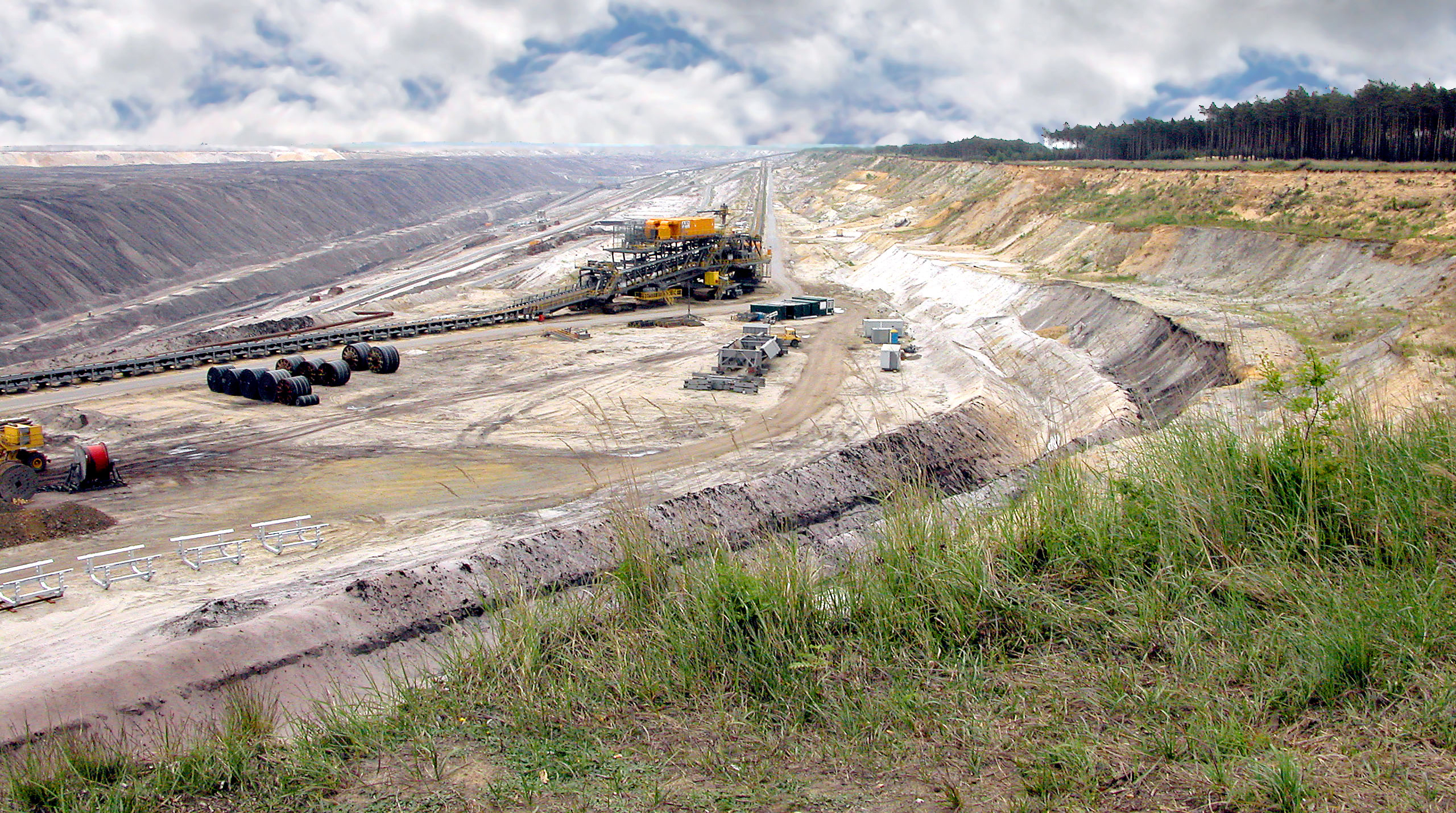
Braunkohletagebau Welzow-Süd, Lausitzer Revier, 2005

Unter Braunkohlebergbau versteht man den Abbau von Braunkohle. Er geschieht meist im Tagebau mit Hilfe von Braunkohlebaggern und Förderbrücken oder Förderbändern und ist mit schwerwiegenden Eingriffen in die Umwelt verbunden. 

## Deutschland
Der deutsche Braunkohlenbergbau ist in den Revieren Rheinland, Lausitz und Mitteldeutschland konzentriert. Die Förderung der heimischen Braunkohle findet ausschließlich im Tagebau statt. Im Jahr 2019 wurden insgesamt 131,3 Millionen Tonnen Rohbraunkohle gefördert. Braunkohle wird in Deutschland zu 90 Prozent zur Strom- und Fernwärmeerzeugung in öffentlichen und industriellen Kraftwerken eingesetzt. Rund 10 Prozent gehen an Veredlungsbetriebe zur Herstellung von Briketts, Koks, Staubkohlen, Wirbelschichtkohlen und Braunkohlenxylit. Das Kohleverstromungsbeendigungsgesetz vom 13. August 2020 regelt den Ausstieg aus der Kohleverstromung in Deutschland bis 2038. 2019 waren bundesweit rund 15.500 Menschen im Braunkohlebergbau beschäftigt.
Der Flächenverbrauch der deutschen Braunkohletagebaue betrug mit Stand 2021 1,6 Hektar pro Tag. Laut Statistik der Kohlenwirtschaft wurde seit Beginn der Abbautätigkeiten für Braunkohlen in Tagebauen in Deutschland insgesamt 179.402 Hektar Fläche in Anspruch genommen. Mit Stand 2021 verbleiben 54.086 ha Betriebsflächen, die verbleibenden 125.317 ha wurden bereits rekultiviert. Zudem wurden mehr als 300 Siedlungen für den Braunkohlebergbau aufgegeben und ca. 100.000 Menschen umgesiedelt. Neben weiteren negativen Einflüssen auf die Wasserqualität kam es u. a. auch auf einer Fläche von ca. 6.000 km² zu Grundwasserabsenkungen.

### Geschichte

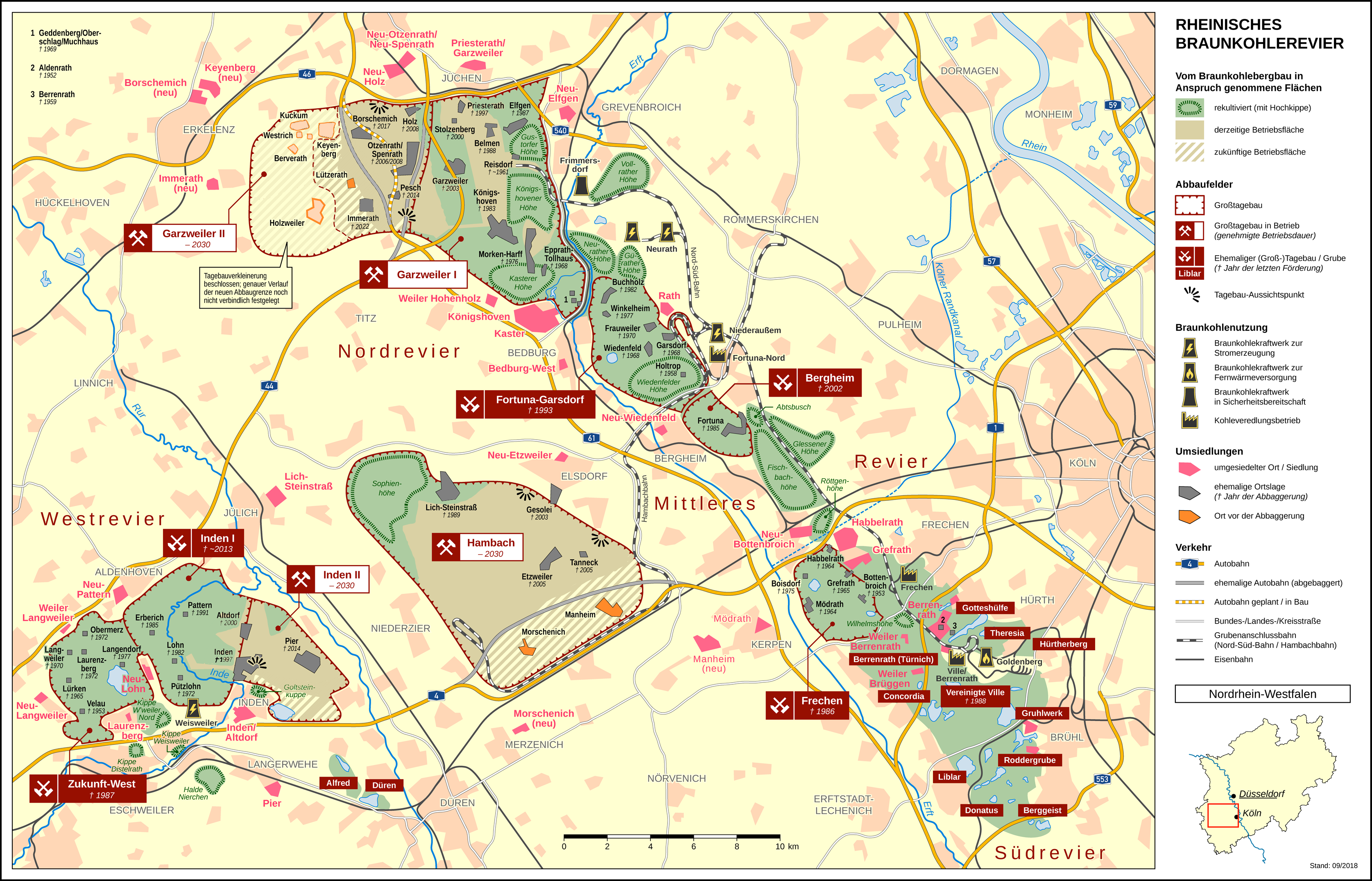
Rheinisches Braunkohlerevier

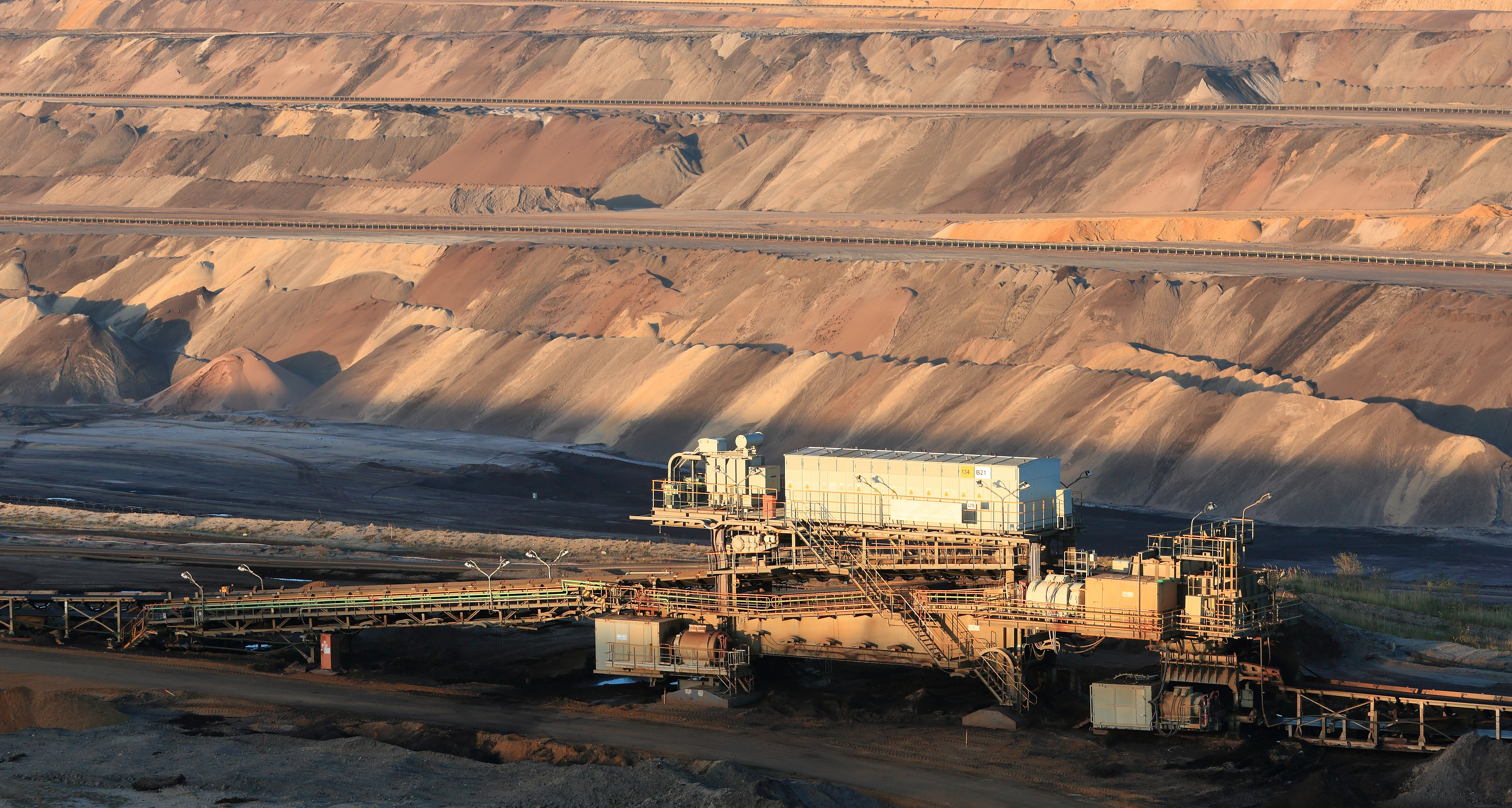
Tagebau Garzweiler

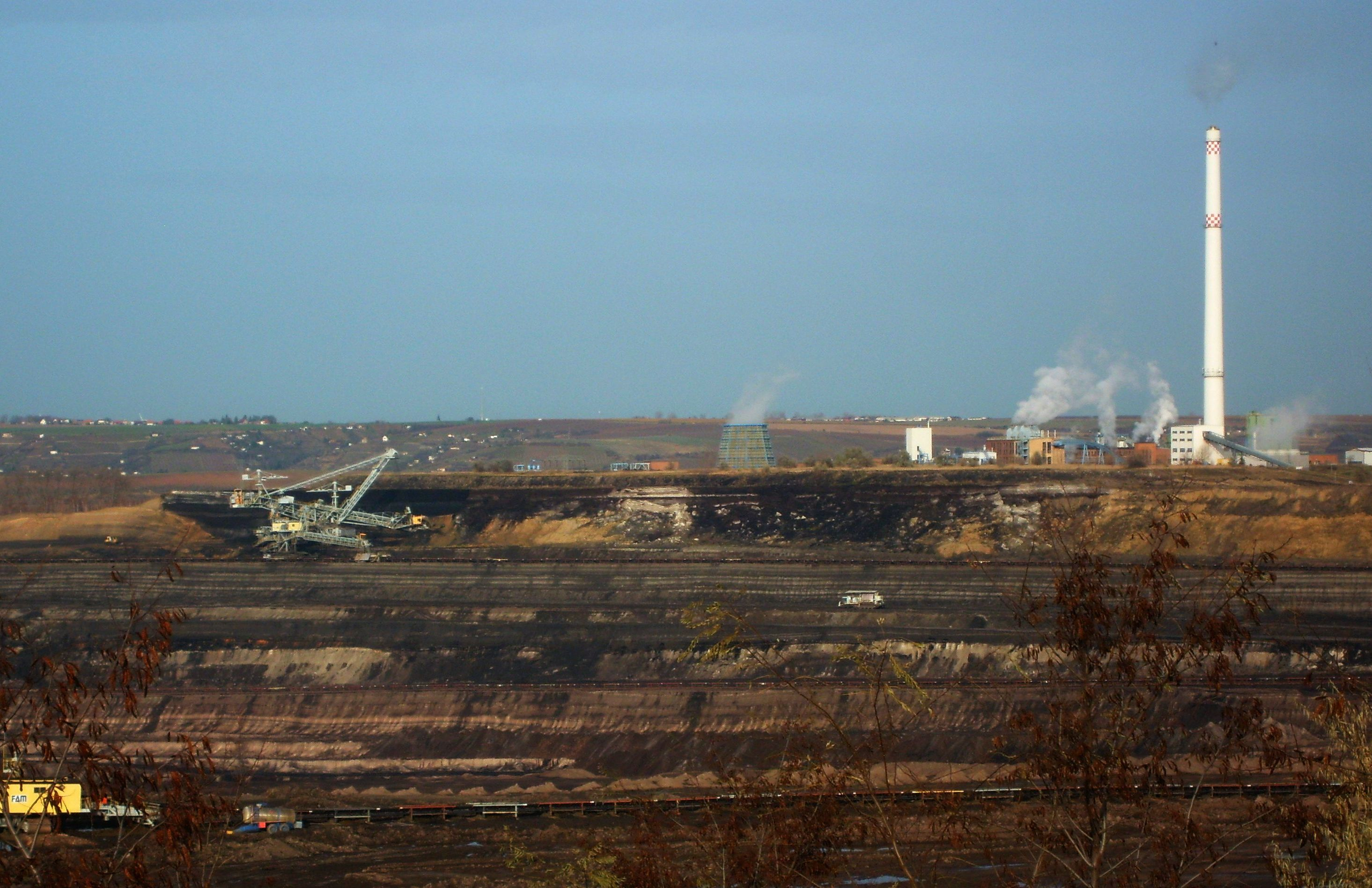
Braunkohletagebau Amsdorf im Landkreis Mansfeld-Südharz

Ab dem 16. Jahrhundert wurde eine Holznot (ein bevorstehender oder bereits akut anzutreffender Mangel am Rohstoff Holz) als gesellschaftliches Problem wahrgenommen. Um 1800 waren weite Teile Europas entwaldet; viele der restlichen Wälder waren übernutzt. Vielerorts gab es jeden Winter einen akuten Mangel an Brennholz und anderen Heizstoffen; (siehe auch Geschichte des Waldes in Mitteleuropa).
Vielerorts wurden Schächte gegraben bzw. gebohrt mit dem Ziel, neue Kohlereviere und andere Bodenschätze zu finden („Mutungsbohrungen“).
Im ausgehenden 17. Jahrhundert entdeckte man, dass die nasse, unbrauchbare Schicht, die bei der Tongewinnung für die Keramik-Industrie im Raum von Brühl (zwischen Köln und Bonn) und Frechen (zwischen Köln und Aachen) über der Tonschicht lagerte und abgeräumt werden musste, brennbar war, nachdem man sie mittels Sonne und Luft getrocknet hatte. Diese torfähnliche Substanz (Turf) ließen die jeweiligen Grundherren nun in kleinen Gruben von Kleinbauern und Tagelöhnern mit Hacke und Spaten abgraben. Er wurde in Töpfen zu Klütten (von ripuarisch Kluit = Klumpen) verdichtet und im Sommer an der Luft getrocknet. Die Klütten hatten nur einen geringen Heizwert. Sie wurden vor Ort genutzt oder in umliegenden Siedlungen an arme Leute verkauft. Solche Gruben bestanden noch bis in die 1920er Jahre.
1698 begann man bei Mücheln/Braunsbedra nach Braunkohle zu graben. Dies gilt als die „Geburtsstunde“ des Mitteldeutschen Braunkohlereviers. Dessen Anfänge datierte der Geographieprofessor Eckhard Oelke (Martin-Luther-Universität Halle-Wittenberg) hingegen in das Jahr 1382, in welchem eine kolgrube in Lieskau bei Halle (Saale) in einer Urkunde erwähnt wird.
Im späteren Westrevier des Rheinischen Braunkohlereviers (Tagebau Zukunft und Tagebau Inden) stieß man 1819 beim Brunnenbau in der Ortschaft Lucherberg bei Inden auf Braunkohle. 1826 begann der Grundherr Karl von Goldstein mit dem Abbau eines 7,5 Meter mächtigen Flözes.
1830 bis 1924 wurde die Grube Astrea betrieben (Rheinland) – teils im Tage- und teils im Untertagebau.
Lausitzer Braunkohlerevier: Das 1. Lausitzer Flöz im Raum Welzow wurde ab dem 19. Jahrhundert abgebaut, in der Regel im Tiefbau in kleinen Gruben, darunter auch in unangemeldeten Gruben. Grube Clara I Welzow begann den Braunkohlenabbau auf der Welzower Hochfläche im Jahr 1866.
1856 begann man, bei Nachterstedt/Schadeleben (Mitteldeutsches Braunkohlerevier) Braunkohle abzubauen (bis 1991, heute Concordiasee).
Im Zuge der Industrialisierung kam es in allen Ländern Europas im 19. Jahrhundert zu einem starken Bevölkerungswachstum (siehe z. B. Demografie Deutschlands). Es gab eine Verstädterung. Zahlreiche technische Erfindungen ermöglichten Neuerungen. Wohnbevölkerung, Handwerk, Gewerbe und Industrie brauchten Brennstoff zum Heizen und zum Betreiben von Dampfmaschinen. Das im 19. Jahrhundert entstandene Eisenbahnnetz sowie neue Kanäle (Liste hier) machten den Transport von Massengütern über längere Strecken möglich sowie erschwinglich.
1859 verband die erste Eisenbahnbrücke in Köln das westliche Rheinland mit dem Ruhrgebiet. Vorübergehend ging der Braunkohle-Absatz durch die Konkurrenz der billigen Steinkohle aus dem Ruhrbergbau zurück; 1876 erreichte er einen kurzen Tiefstand.
Unternehmer in Brühl machten 1877 (Gewerkschaft Roddergrube) und 1878 (Gewerkschaft Brühl) die Kohlegewinnung durch dampfbetriebene Lenzpumpen konkurrenzfähig und revolutionierten die Herstellung von Briketts durch maschinelle Pressen. Solche Pressen waren 1872 im mitteldeutschen Revier entwickelt worden. In rascher Folge wurden weitere Brikettfabriken gegründet. Überregionale Eisenbahnlinien sowie die lokalen Bahnen Köln-Frechen-Benzelrather Eisenbahn von 1893, Bergheimer Kreisbahn 1897/1899 und Hürth-Kalscheuren–Hürth-Knapsack von 1901 verbanden Orte in der Ville, erschlossen weitere Kohlefelder oder banden Gruben an die Nachfrageräume an.
Die erste Brikettfabrik im Westen wurde 1888 durch die Gewerkschaft Maria Theresia zu Herzogenrath (bei Aachen) errichtet. 1913 wurde im Westrevier die Braunkohle-Industrie AG Zukunft als Zusammenschluss verschiedener kleiner Gewerkschaften mit dem Ziel gegründet, ein Braunkohlekraftwerk zu bauen. 1914 gingen der Tagebau Zukunft und das erste Kraftwerk Weisweiler in Betrieb.

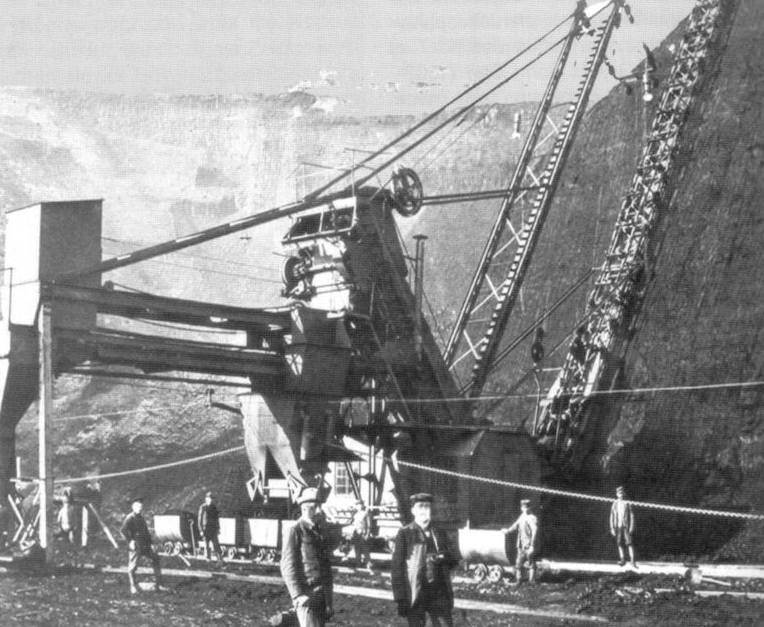
Der Eiserne Mann im Gruhlwerk 1907

Die Mechanisierung machte weitere Fortschritte: 1895 wurde der erste Abraumbagger, der für den Bau des Nord-Ostsee-Kanals gebaut worden war, in der Grube Donatus bei Liblar eingesetzt. Der erste Schrämbagger zum Kohleabbau kam 1907 im Brühler Gruhlwerk zum Einsatz und erhielt den Namen „Eiserner Mann“. 1909 arbeiteten bereits vier Kohlebagger in den 29 Gruben; 1913 hatten nur drei Gruben keine Bagger. Die Förderung stieg von fünf Millionen Tonnen 1905 auf 17,4 Millionen Tonnen im Jahr 1913. Der Vertrieb war gegenüber der traditionellen Steinkohle schwierig. Die Gruben machten sich untereinander Konkurrenz. 1899 schlossen sich 19 Gruben zu einem Verkaufssyndikat zusammen, um Briketts als Markenartikel unter dem Namen Union-Brikett mit einheitlichen Standards zu vertreiben.
Im Nordrevier wurde 1907 zwischen Neurath und Garzweiler durch den Aufschluss des Feldes Rheingold mit dem kommerziellen Abbau begonnen, zuerst noch mit Hacken und Loren. Ein Jahr später wurde der erste Kratzbagger eingesetzt. Heute sind die Grubenfelder im Tagebau Garzweiler zusammengefasst.
Nach dem Ersten Weltkrieg erfolgte in allen deutschen Braunkohlegebieten eine gewaltige Steigerung der Förderleistung. Deutschland musste nach dem Versailler Vertrag zahlreiche Gebiete abtreten und verlor etwa 40 % seiner besten Steinkohlenvorkommen. Die belassenen Steinkohlenreviere hatten zudem erhebliche Reparationsleistungen zu erbringen. Damit wurde die Braunkohle in allen Industriezweigen zu einem unentbehrlichen Energiefaktor. Während vor dem Jahr 1919 der Anteil der Braunkohle an der elektrischen Energieerzeugung aufgrund ihres geringen Heizwertes, ihrer schlechten Transportfähigkeit sowie der fehlenden Heiz- und Übertragungstechnik gar keine Rolle gespielt hatte, erzwangen die mit den Gebietsabtretungen verbundene Kohlenknappheit und die Autarkiebestrebungen in der Weimarer Republik eine Zunahme auf einen Anteil von fast 60 % der Energieerzeugung.
Die DDR baute die Braunkohle praktisch ohne Rücksicht auf Umweltbelange ab. Seit der ersten Ölkrise hatte die Sowjetunion (die führende Macht im Ostblock bzw. im Rat für gegenseitige Wirtschaftshilfe) der DDR die Preise für Rohöllieferungen erhöht; seitdem (und aus Devisenmangel) nutzte die DDR die Braunkohle in noch stärkerem Maße.

### Leistungszahlen
Stand 2006:
| Revier            | Abraumbewegung in 1000 m3 | Braunkohlengewinnung in 1000 t | Abraum-Kohleverhältnis (A/K) m3/t | Heizwert in kJ/kg |
| ----------------- | ------------------------- | ------------------------------ | --------------------------------- | ----------------- |
| Rheinland         | 415.798                   | 96.178                         | 4,3 : 1                           | 8.896             |
| Lausitz           | 426.594                   | 57.955                         | 7,4 : 1                           | 8.638             |
| Mitteldeutschland | 73.650                    | 20.353                         | 3,6 : 1                           | 10.486            |
| Helmstedt         | 13.561                    | 1.804                          | 7,5 : 1                           | 10.797            |
| Insgesamt         | 929.603                   | 176.321                        | 5,3 : 1                           | 9.014             |

Stand 2016:
| Revier            | Abraumbewegung in 1000 m3 | Braunkohlengewinnung in 1000 t | Abraum-Kohleverhältnis (A/K) m3/t | Heizwert in kJ/kg |
| ----------------- | ------------------------- | ------------------------------ | --------------------------------- | ----------------- |
| Rheinland         | 428.242                   | 90.451                         | 4,7 : 1                           | 9.005             |
| Lausitz           | 372.712                   | 62.292                         | 6,0 : 1                           | 8.528             |
| Mitteldeutschland | 50.903                    | 17.730                         | 2,9 : 1                           | 10.669            |
| Helmstedt         | 37                        | 1.074                          | -                                 | 10.878            |
| Insgesamt         | 851.895                   | 171.547                        | 5,0 : 1                           | 9.030             |

Stand 2024:
| Revier            | Abraumbewegung in 1000 m3 | Braunkohlengewinnung in 1000 t | Abraum-Kohleverhältnis (A/K) m3/t | Heizwert in kJ/kg |
| ----------------- | ------------------------- | ------------------------------ | --------------------------------- | ----------------- |
| Rheinland         | 191.183                   | 43.852                         | 4,4 : 1                           | 9.016             |
| Lausitz           | 219.021                   | 37.847                         | 5,8 : 1                           | 8.730             |
| Mitteldeutschland | 39.937                    | 10.242                         | 3,9 : 1                           | 10.693            |
| Insgesamt         | 450.142                   | 91.941                         | 4,9 : 1                           | 9.134             |

### Reviere in Deutschland

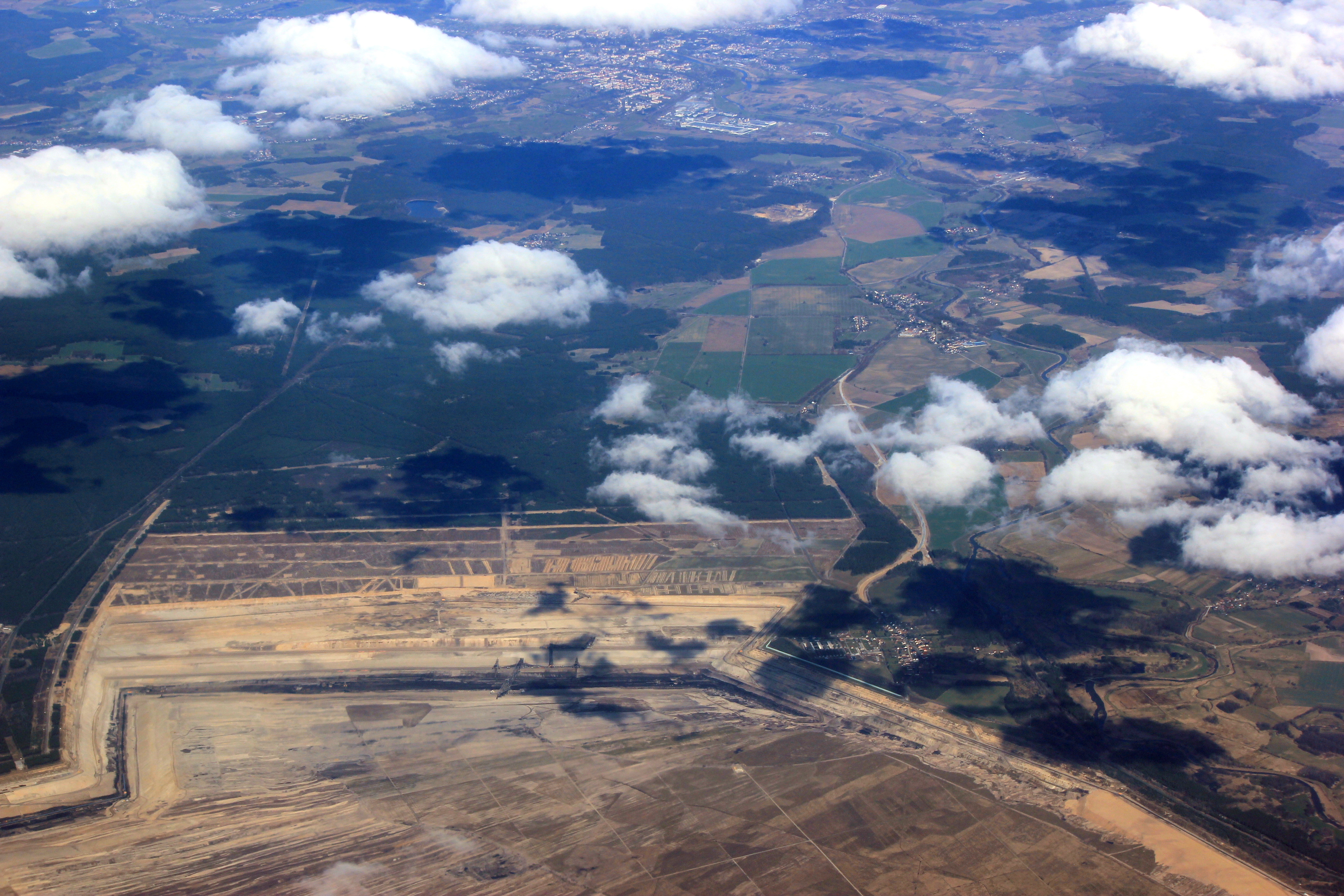
Luftbild des aktiven Tagebaus Jänschwalde im Lausitzer Braunkohlerevier (2017)

Braunkohlebergbau findet in Deutschland noch in den folgenden Bergbaurevieren im Tagebau statt:
- Rheinisches Braunkohlerevier in der Region Aachen – Ville (Rheinland)
- Mitteldeutsches Braunkohlerevier in der Region Halle-Leipzig-Altenburg-Quedlinburg
- Lausitzer Braunkohlerevier in der Lausitz um Cottbus, Hoyerswerda, Spremberg

In früherer Zeit fand Bergbau auch in den folgenden Revieren im Tagebau statt:
- Oberlausitzer Braunkohlerevier zwischen Görlitz und Zittau
- Oberpfälzer Braunkohlerevier in der Oberpfalz (Schwandorf, Oberpfälzer Seenland)
- Südlich und östlich von Berlin in Brandenburg im Raum Finkenheerd-Frankfurt (Oder)[13][14]
- Niederhessisches Braunkohlerevier: mit Borkener Braunkohlerevier, Hirschberg bei Großalmerode, Hoher Meißner
- Meuselwitz-Altenburger Braunkohlerevier (Thüringen, sowohl Tagebau als auch im Tiefbau)
- Westerwälder Braunkohlerevier[15]
- in der heutigen UNESCO-Weltnaturerbestätte Grube Messel bei Darmstadt in Hessen wurde u. a. Braunkohle und Ölschiefer abgebaut
- Wetterauer Braunkohlerevier in Hessen
- Großwelzheim in Bayern
- Griese Gegend in Mecklenburg und Prignitz in Brandenburg[16]
- Fläming bei Coswig, Sachsen-Anhalt[17]
- Oderhänge zwischen Frankfurt (Oder) und Stettin in der Neumark und Pommern[16][18]
- Weserbergland bei Hameln in Niedersachsen[19] neben Steinkohle: Osterwald (Salzhemmendorf)
- Helmstedter Braunkohlerevier in Niedersachsen und Sachsen-Anhalt bis 2016[20][21]

In späterer Zeit eher selten erfolgte die Braunkohlenförderung auch untertägig, z. B. in
- Schachtanlage Union 103 in Bürgewald
- Schachtanlage Stolzenbach bei Borken
- Griese Gegend in Mecklenburg[22]
- Altmark bei Arendsee, Sachsen-Anhalt
- Bergwerk Robertshall in Hamburg-Harburg[23]
- Mittenwalde, Schenkendorf[24]
- Region um Staßfurt und Barby (Grube Alfred)[25]
- Mansfelder Land[26]

## Umweltauswirkungen

### Grundwasserabsenkung
Die Braunkohle liegt wegen ihres Entstehungsalters regelmäßig unter grundwasserführenden Schichten. Zum Beispiel liegen die Flöze im rheinischen Braunkohlerevier in einer Tiefe von bis zu 450 Metern. Damit der Tagebau nicht vollläuft, muss das Grundwasser abgesenkt werden. Dies ist ein großer Eingriff in den Wasserhaushalt der umliegenden Gebiete, Fließgewässer und stehenden Gewässer und „hat für die Natur und die Städte im Umkreis verheerende Folgen.“ () Hunderte großer Pumpen bilden mehrere Ringe um die Gruben. Die äußeren Pumpen saugen das Oberflächenwasser ab. Je näher sie am Bagger stehen, desto höher heben sie das Wasser. Im Tagebau Garzweiler pumpt man bis zu 230 Metern hoch; im Tagebau Hambach bis zu 450 Meter. Die dort eingesetzten Tauchpumpen können pro Minute 32 Kubikmeter Wasser fördern. In Garzweiler werden jedes Jahr weit über 100 Millionen Kubikmeter Wasser abgepumpt. Dies entspricht etwa dem sechsfachen Wasserbedarf der Großstadt Mönchengladbach.
Der Lausitzer und Mitteldeutschen Bergbau-Verwaltungsgesellschaft mbH (LMBV) zufolge werden Grundwasserstände bis zu 100 m unter die Tagebaugruben abgesenkt. Im Lausitzer Braunkohlerevier pumpte der aktive Braunkohlenbergbau 2009 etwa 230 Mio. Kubikmeter Grundwasser ab – mehr als alle anderen Nutzer zusammen: Industrie, Landwirtschaft und Trinkwasserwerke kommen zusammen auf 160 Mio. m³ im Bundesland Brandenburg.
Folge des Abpumpens ist stets ein sogenannter Absenkungstrichter, der im weiten Umkreis des Tagebaus die Grundwasserstände beeinflusst. Ein abgesenkter Grundwasserspiegel kann Bergschäden an der Bebauung verursachen und Wälder bei Trockenheit schädigen (speziell tiefwurzelnde Bäume: Tiefwurzler treiben ihre Pfahlwurzel in Richtung Grundwasser).

### Devastierung und Umsiedlung
Neben den ökologischen Auswirkungen bringt der Tagebau auch massive gesellschaftliche Folgen mit sich. Wie die Beispiele von Horno und anderer Orte im Lausitzer Kohlerevier oder Immerath (Erkelenz) und anderer Orte im Bereich des Tagebau Garzweiler zeigen, wurden und werden durch (Zwangs)-Umsiedlung über dreihundert gewachsene Siedlungen mitsamt ihrer teils sehr alten Kultur und Tradition unwiederbringlich zerstört. 2017 lag der Flächenverbrauch durch Braunkohletagebaue in Deutschland bei ca. 2,1 ha pro Tag. Mit Stand 2018 wurden in Deutschland 372 Orte vollständig oder teilweise für den Braunkohletagebau zerstört. Insgesamt verloren rund 125.000 Menschen ihre Heimat; hinzu kommt eine unbekannte Zahl an Menschen, deren Orte für die Errichtung von Kühlwasserbecken umgesiedelt wurden.  Sowohl unter kulturellen als auch ökologischen Aspekten hat die Vernichtung des Hambacher Forstes durch den Tagebau Hambach massive Kontroversen hervorgerufen.

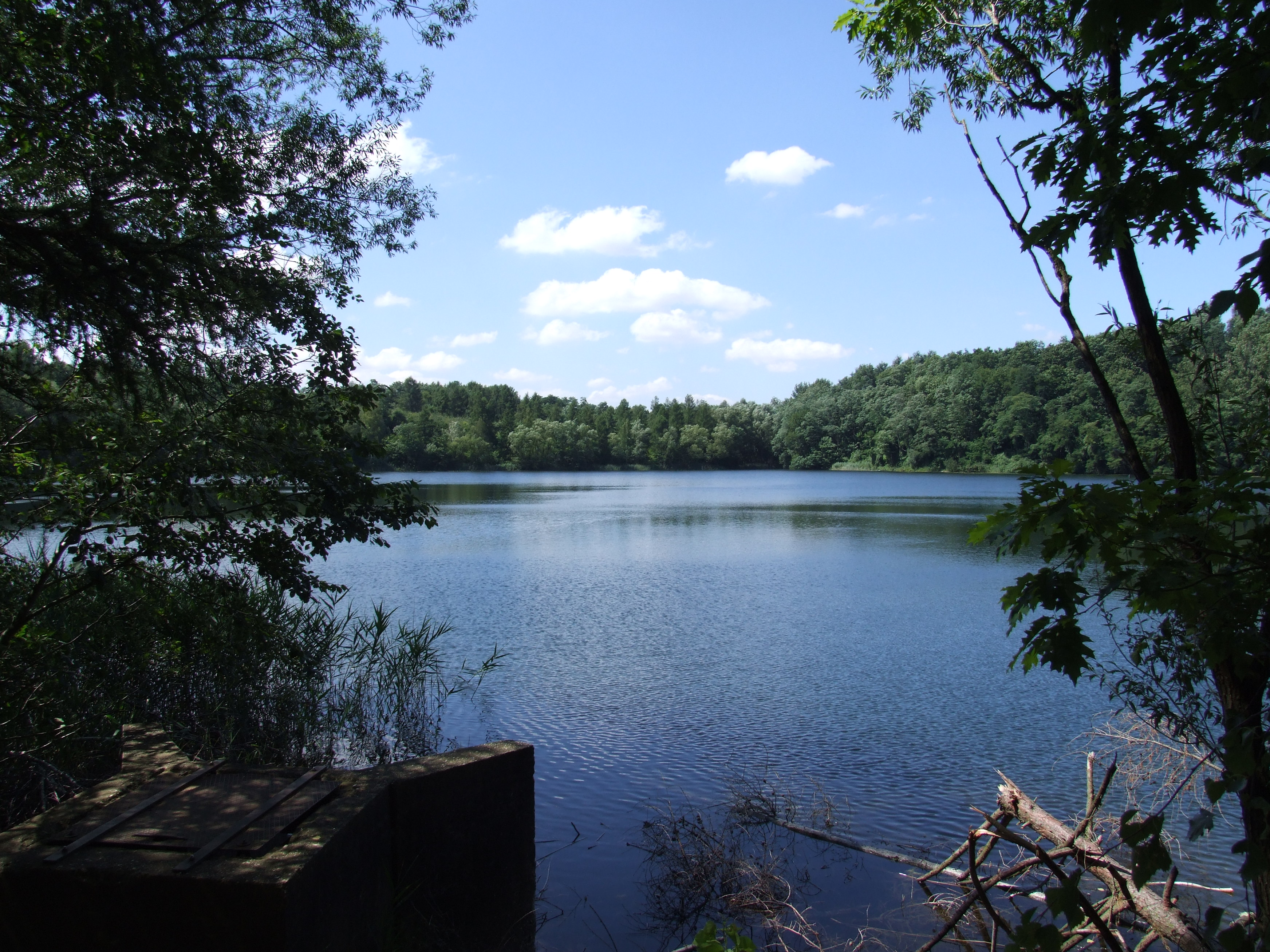
Naturnahe Rekultivierung als Freizeitsee, Tagebau Grube Donatus

### Rekultivierung und Renaturierung
Nach der Ausbeutung der Ressourcen werden Braunkohlebergbaugebiete entweder rekultiviert oder renaturiert.
Bei der Rekultivierung eines Braunkohletagebaus wird das Gebiet anschließend weiter wirtschaftlich genutzt, z. B. in Form eines Naherholungsgebiets als Freizeitsee und Wandergebiet oder zur Nutzung in der Land- und Forstwirtschaft. 

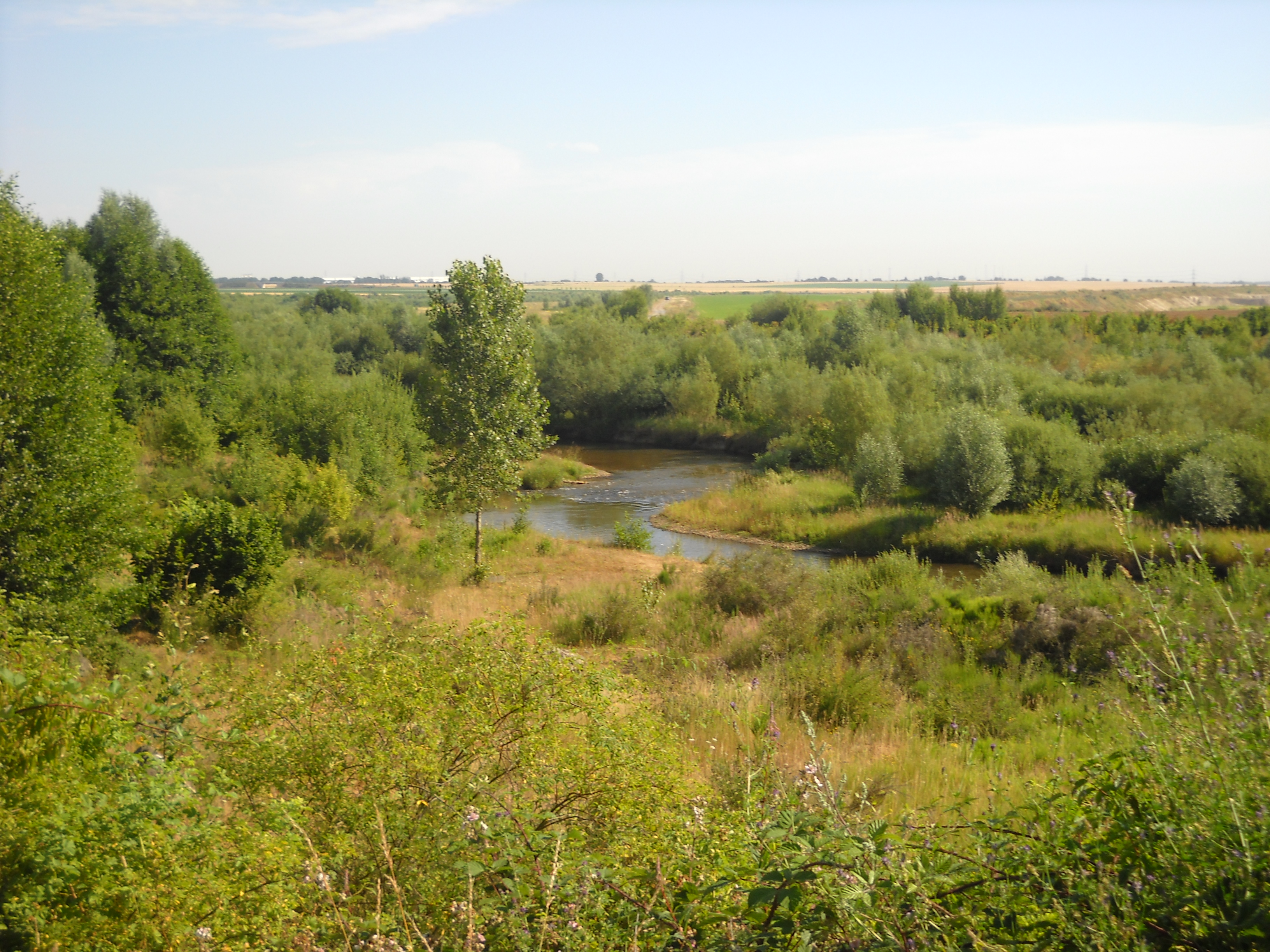
Renaturiert, Tagebau Inden

Bei der Renaturierung hingegen wird aus dem ehemaligen Braunkohlebergbau ein möglichst naturnaher Lebensraum wiederhergestellt. 
Insbesondere bei einer Renaturierung aber auch bei einer naturnahen Rekultivierung kann ein ehemaliges Braunkohlegebiet nach einigen Jahrzehnten einen beachtlichen Artenreichtum hervorbringen, vor allem wenn durch die Flutung des Bergbaulochs ein neuer See entsteht.

## Ausgewählte Reviere außerhalb Deutschlands

### Österreich
- Steiermärkisches Braunkohlerevier um Köflach-Voitsberg (mit den Gruben Piberstein, Zangtal und dem Tagbau Oberndorf), eng verbunden mit der Graz-Köflacher Eisenbahn- und Bergbaugesellschaft
- Obersteirischer Braunkohle-Bergbau Fohnsdorf, Steiermark (mit bis zu 1200 m der tiefste Braunkohlebergbau der Welt)
- Wolfsegg-Traunthaler Kohlenwerks AG im Hausruck, Hausruckviertel in Oberösterreich
- Salzach-Braunkohlerevier in Oberösterreich
- Braunkohlerevier Langau-Riegersburg, Waldviertel in Niederösterreich
- Lignitkohle im Raum Neufeld an der Leitha, Steinbrunn, Zillingdorf; Industrieviertel Niederösterreich und angrenzendes nördliches Burgenland

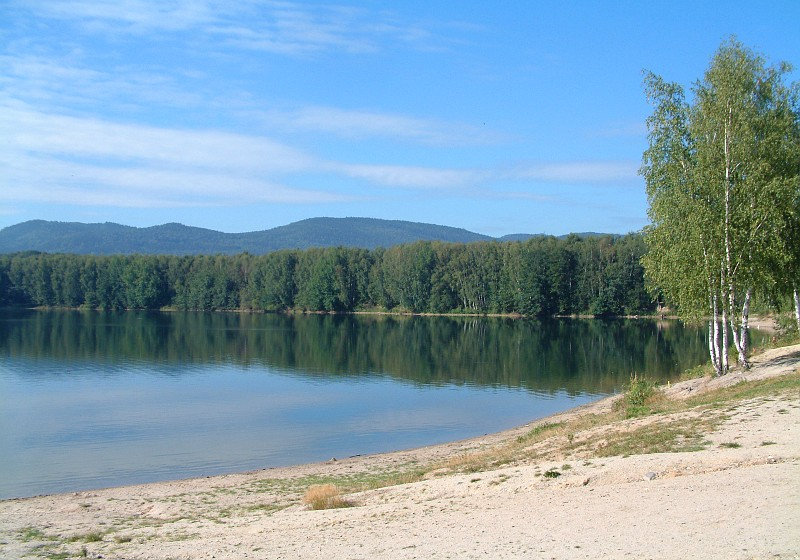
Geflutetes Tagebaurestloch Kristýna in Tschechien

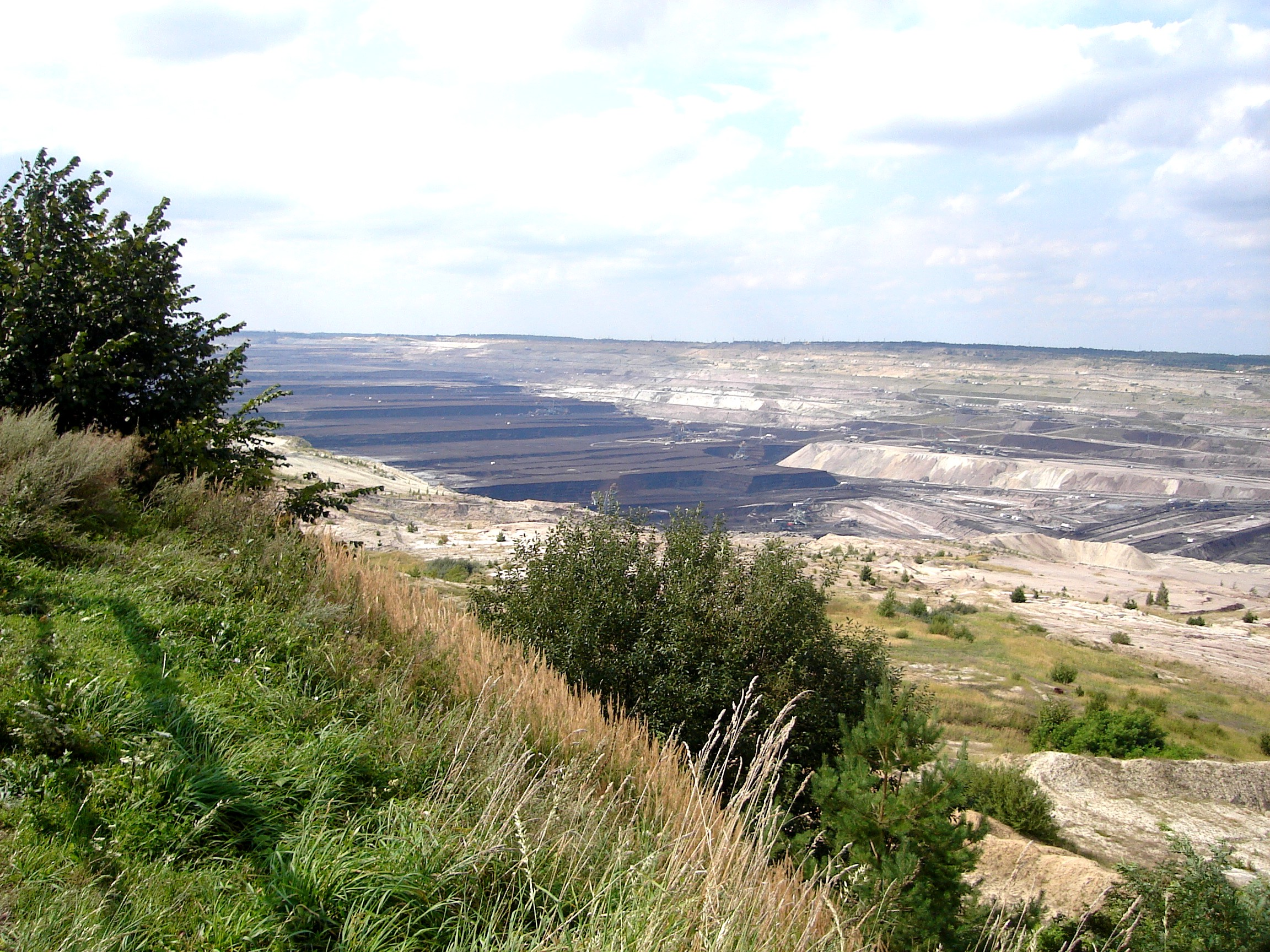
Blick in den aktiven Tagebau bei Bełchatów in Polen

### Andere Länder Mitteleuropas
- Geologisch zusammenhängende Teile des Oberlausitzer Braunkohlereviers werden auch im angrenzenden Polen (Bogatynia) und wurden in Tschechien (Kristýna in Hrádek nad Nisou) abgebaut. Der polnische Tagebau Turów beliefert das 1962 in Betrieb genommene Kraftwerk Turów, das mit 1900 MWel das drittgrößte Polens ist. Riesige Kohlefunde im Raum Legnica sichern die Existenz der Anlage auf Jahrzehnte.
- Nordböhmisches Braunkohlerevier im Nordböhmischen Becken um Chomutov-Sokolov-Most
- In Dänemark wurde Braunkohle um Hasle auf Bornholm abgebaut und von 1940 bis 1970 bei Søby in der Gemeinde Herning.[37]
- Nordungarisches Braunkohlerevier um Visonta und Bükkábrány
- Zentrales Polen um Bełchatów, Konin
- Limburger Braunkohlerevier um Eygelshoven, Hoensbroek, Geleen in den Niederlanden[38]

## Weltweiter Braunkohlebergbau
siehe Kohle/Tabellen und Grafiken

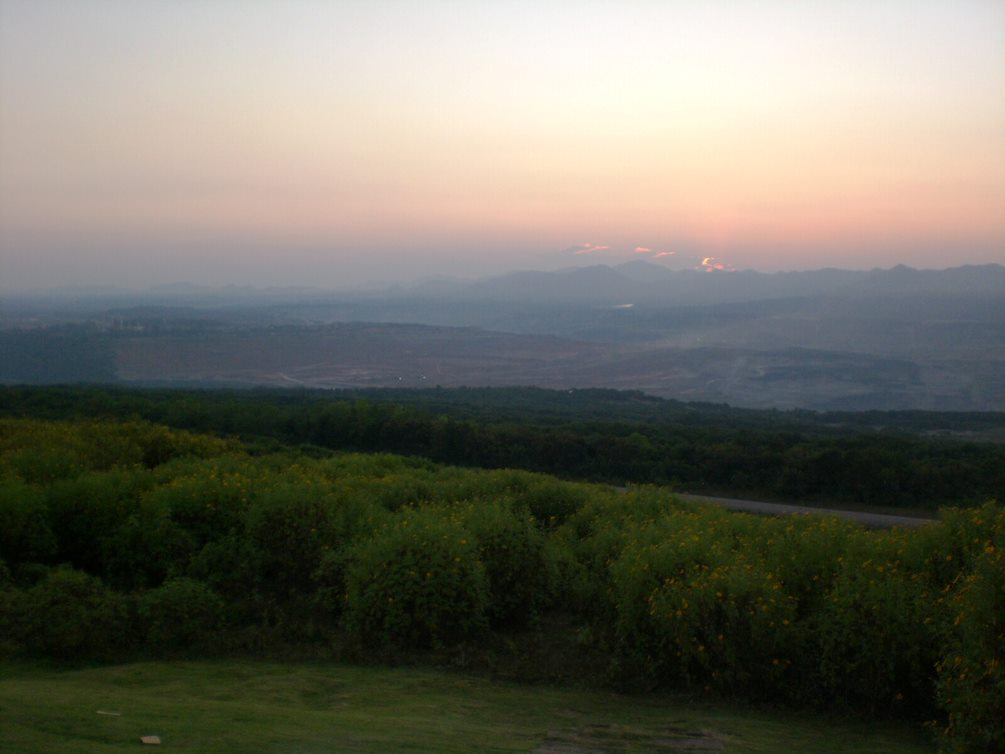
Braunkohletagebau Mae Moh in Thailand

Im Norden von Thailand und Laos wird Braunkohle zur Erzeugung von Strom abgebaut. Im Landkreis Mae Mo in der Provinz Lampang in Thailand befindet sich ein Braunkohletagebau sowie das Kraftwerk Mae Moh mit einer installierten Leistung von 2.400 MW ist Mae Moh eines der leistungsstärksten Kraftwerke in Thailand (Stand Mai 2020). Mit dem Bau des Kraftwerks wurde 1972 begonnen. Es ging 1978 mit dem ersten Block in Betrieb. Im März 2015 wurde der Auftrag für den Bau eines Blocks mit einer Leistung von 600 MW, der die Blöcke 4 bis 7 ersetzen soll; erteilt. 2016 wurde das Braunkohlekraftwerk in Hongsa in der Provinz Sainyabuli in Laos mit einer geplanten Leistung von 1.878 MW in Betrieb genommen.